# Thomas Birkmeir
Thomas Birkmeir (* 1964 in München) ist ein deutscher Regisseur, Autor, Schauspieler und Intendant.

## Künstlerischer Werdegang
Nach dem Abitur 1983 studierte Birkmeir von 1983 bis 1988 Pädagogik, Psychologie und Philosophie. Währenddessen absolvierte er die Paritätische Prüfung für Schauspiel in München. Nach seinem Studium absolvierte er am Max-Reinhardt-Seminar in Wien den Studiengang Regie. Zugleich war er Regie-Assistent am Burgtheater während der Intendanz von Claus Peymann.
Ab 1992 hatte er bis 1994 ein Engagement als Hausregisseur und Schauspieler am Schauspielhaus Wien unter Hans Gratzer. Ab 1994 folgte ein Engagement als Hausregisseur und Autor am Theater der Jugend Wien. Von 1998 bis 2001 war er Oberspielleiter am Schlossparktheater Berlin (Intendant Heribert Sasse). Danach folgte seine Ernennung als künstlerischer Leiter am Theater der Jugend Wien. Seit der Spielzeit 2002/03 ist er dort als künstlerischer Direktor und Regisseur tätig.
Birkmeir inszeniert an Häusern in Deutschland und Österreich, darunter am Staatstheater Dresden, am Niedersächsischen Staatstheater Hannover, wo er 2006 die Uraufführung der Bühnenfassung von Cornelia Funkes Tintenblut inszenierte. Weitere Regiearbeiten legte er am Volkstheater Wien (Regie bei Harold und Maude, mit Elfriede Irrall als Maude, ausgezeichnet mit dem Dorothea-Neff-Preis für die „Beste Regieleistung“ in der Spielzeit 2010/11), am Theater in der Josefstadt in Wien (2013; Regie bei Hochzeit auf italienisch – Filumena Marturano von Eduardo De Filippo), weiters am Residenztheater München (2012; Regie bei Pünktchen und Anton), am Thalia Theater Hamburg, an der Staatsoper Wien und als Intendant an eigenen Häusern vor.
Birkmeir ist zudem als Autor bekannt, seine Stücke und Stück-Bearbeitungen wurden bisher an über 70 deutschsprachigen Theatern nachgespielt. Die Rechte der über 40 Stücke und Stückbearbeitungen liegen beim Kaiser Verlag/Wien, beim Fischer Theaterverlag und bei Rowohlt. Er unterrichtete im Studiengang Schauspiel am Konservatorium Wien, am Max-Reinhardt-Seminar und am Institut für Theater-, Film- und Medienwissenschaft Wien.
Im November 2013 wurde Thomas Birkmeir beim Nestroy-Preis mit einem Spezialpreis für „10 Jahre innovatives, zeitgemäßes Kinder- und Jugendtheater“ ausgezeichnet. Am 10. Oktober 2022 erhielt er den Deutschen Musical Theater Preis in der Kategorie „Beste Regie“ für seine Inszenierung Anne of Green Gables.
Seit 2012 ist Birkmeir Mitglied des Präsidiums des Wiener Bühnen Vereins. Seit 2014 ist er Universitätsrat des MUK Wien.
Anfang 2025 wurde bekannt, dass er die künstlerische Leitung des Theaters der Jugend mit Ende der Saison 2025/26 abgeben wird. 
Zu seiner Nachfolgerin ab der Saison 2026/27 wurde Aslı Kışlal bestellt.

## Inszenierungen (Auswahl)
- 1991: Emigranten; Slawomir Mrozek – Inszenierung im Rahmen der Ausbildung am Max-Reinhardt-Seminar, Wien
- 1992: Katzelmacher; R. W. Fassbinder, Bearbeitung: Thomas Birkmeir – Diplominszenierung am Max-Reinhardt-Seminar, Wien
- 1993: Strafraum; Schraml (UA), Schauspielhaus (Wien)
- 1993: Nietzsche oder das deutsche Elend; Widner (ÖEA), Schauspielhaus (Wien)
- 1994: Gilgamesch, König von Uruk; Thomas Birkmeir (UA), Renaissancetheater Wien
- 1994: Strafmündig; Gert Heidenreich (ÖEA), Theater im Zentrum, Wien
- 1994: Der Zauberer von Oz; frei nach Frank L. Baum, Bearbeitung: Thomas Birkmeir (UA), Renaissancetheater Wien
- 1994: Ödipus; Oper, Wolfram Wagner (UA) – Wiener Messepalast
- 1995: Leonce und Lena; Büchner, Theater im Zentrum (Wien)
- 1995: Pinocchio; frei nach Carlo Collodi, Bearbeitung: Thomas Birkmeir (UA), Renaissancetheater Wien
- 1996: Liebe Jelena Sergejewna; Rasumovskaja, Theater im Zentrum (Wien)
- 1996: Viel Lärm um nichts; frei nach William Shakespeare, Bearbeitung: Thomas Birkmeir (UA) – Gastprofessur am Max-Reinhardt-Seminar
- 1996: Kunst, Yasmina Reza – Metropolis, Salzburg
- 1997: Das Gespenst von Canterville; frei nach Oscar Wilde, Bearbeitung: Thomas Birkmeir (UA), Renaissancetheater Wien
- 1997: Torquato Tasso; J.W. von Goethe, Bearbeitung: Thomas Birkmeir, Stadttheater Augsburg
- 1997: Wir alle sind Tote auf Urlaub, Thomas Birkmeir (UA), Konservatorium der Stadt Wien
- 1997: Die Präsidentinnen; Schwab – Metropolis, Salzburg
- 1998: Killing for Company; Neil Jordan, Übersetzung: Thomas Birkmeir (UA), Studiobühne Villach
- 1998: Leonce und Lena; Georg Büchner, Schlossparktheater Berlin
- 1999: Viel Lärm um nichts; frei nach William Shakespeare, Bearbeitung: Thomas Birkmeir (DEA), Schlossparktheater Berlin
- 1999: Der Herr Karl; Helmut Qualtinger, Schlossparktheater Berlin; Publikumspreis Berlin;
- 1999: Nietzsche oder Das deutsche Elend; Alexander Widner (DEA), Schlossparktheater Berlin
- 2000: Don Juan oder die Liebe zur Geometrie; Max Frisch – Theater in der Josefstadt Wien; TV – Aufzeichnung durch ORF, SRG, ZDF und 3sat
- 2000: Peer Gynt; frei nach Henrik Ibsen, Bearbeitung: Thomas Birkmeir (UA), Renaissancetheater Wien
- 2001: Liebelei; Arthur Schnitzler – Fritz Rémond Theater
- 2001: Anatol; frei nach Arthur Schnitzler, Bearbeitung: Thomas Birkmeir, Festspiele Reichenau
- 2002: Die Verwirrungen des Zöglings Törless; frei nach Robert Musil, Bearbeitung: Thomas Birkmeir (UA), Theater im Zentrum (Wien)
- 2002: Heidi; frei nach Johanna Spyri, Bearbeitung: Thomas Birkmeir (UA), Renaissancetheater Wien
- 2003: Pinocchio; Rudolf Herfurtner, Hiller, Collodi (ÖEA), Staatsoper Wien
- 2003: Die rote Zora und ihre Bande; frei nach Kurt Held, Bearbeitung: Thomas Birkmeir (UA), Renaissancetheater Wien
- 2003: Das große Shakespeare-Abenteuer; Thomas Birkmeir (UA), Renaissancetheater Wien
- 2004: Die Legende von König Artus; Thomas Birkmeir (UA), Renaissancetheater Wien
- 2004: Das Herz eines Boxers; Lutz Hübner, Theater im Zentrum (Wien)
- 2005: Aladdin und die Wunderlampe; Rota (ÖEA), Staatsoper Wien
- 2006: Der geheime Garten; frei nach F.H. Burnett, Bearbeitung: Thomas Birkmeir (UA), Renaissancetheater Wien; Aufführung des Monats;
- 2006: Tintenblut; Robert Koall, Funke (UA), Staatstheater Hannover
- 2007: Arsen und Spitzenhäubchen; frei nach Joseph Kesselring, Bearbeitung: Thomas Birkmeir, Staatstheater Hannover
- 2008: Das Mädchen am Ende der Straße; Laird Koenig (ÖEA), Renaissancetheater (Wien)
- 2009: Komödie der Irrungen; frei nach William Shakespeare, Bearbeitung: Thomas Birkmeir (UA), Theater im Zentrum (Wien)
- 2010: Sein oder Nichtsein; frei nach Nick Whitby nach Menyhért Lengyel, Staatsschauspiel Dresden
- 2011: Harold und Maude; frei nach Collins (DEA) Bearbeitung: Thomas Birkmeir, Volkstheater Wien, Dorothea-Neff-Preis
- 2011: Viel Lärm um nichts; frei nach Shakespeare (DEA) Bearbeitung: Thomas Birkmeir, Staatsschauspiel Dresden
- 2011: Die Schneekönigin; frei nach Andersen (UA) Bearbeitung: Thomas Birkmeir, Renaissancetheater (Wien)
- 2012: Lost in Yonkers; Neil Simon, Renaissancetheater (Wien)
- 2012: Blütenträume; Lutz Hübner Staatsschauspiel Dresden
- 2012: Ein himmlischer Platz; Guus Kuijer, Bearbeitung: Thomas Birkmeir, Renaissancetheater (Wien)
- 2012: Pünktchen und Anton; frei nach Erich Kästner, Bearbeitung: Thomas Birkmeir, Residenztheater München
- 2013: Wie man unsterblich wird; nach einem Roman von Sally Nicholls, Bearbeitung: Thomas Birkmeir (UA), Theater im Zentrum (Wien)
- 2013: Hochzeit auf italienisch – Filumena Marturano; frei nach Eduardo De Filippo, Bearbeitung: Thomas Birkmeir (UA), Theater in der Josefstadt, Wien
- 2014: Der Hund der Baskervilles; frei nach Arthur Conan Doyle, Bearbeitung: Thomas Birkmeir (UA), Theater im Zentrum (Wien)
- 2014: Don Gil von den grünen Hosen; frei nach Tirso de Molina, Neufassung: Thomas Birkmeir (UA), Renaissancetheater (Wien)
- 2014: Der Selbstmörder; frei nach Nikolai Erdman, Bearbeitung für die BRD: Thomas Birkmeir (UA) Staatsschauspiel Dresden
- 2015: Sherlock Holmes und der Vampir von London; frei nach Motiven von Arthur Conan Doyle (UA), Theater im Zentrum (Wien)
- 2015: Pinocchio nach Carlo Collodi, Neufassung: Thomas Birkmeir (UA), Residenztheater München
- 2016: Tschick von Wolfgang Herrndorf, Bearbeitung: Robert Koall, Theater im Zentrum (Wien)
- 2016: Der Pirat im Kleiderschrank von Thomas Birkmeir (UA), Renaissancetheater Wien
- 2017: Der talentierte Mr. Ripley von Patricia Highsmith, Fassung: Thomas Birkmeir, Theater im Zentrum (Wien)
- 2017: Wuthering Heights – Sturmhöhe  von Thomas Birkmeir nach Emily Brontë (UA), Renaissancetheater Wien
- 2017: Die rote Zora nach Kurt Held, Bearbeitung: Thomas Birkmeir, Thalia Theater (Hamburg)
- 2018: Heilig Abend von Daniel Kehlmann, Residenztheater (München)
- 2018: Hamlet von Thomas Birkmeir nach William Shakespeare, Renaissancetheater Wien
- 2019: Schuld und Sühne von Thomas Birkmeir nach Fjodor M. Dostojewskij, Theater im Zentrum (Wien)
- 2019: Robin Hood von Thomas Birkmeir, Renaissancetheater Wien
- 2021: Anne of Green Gables von Thomas Birkmeir, Renaissancetheater Wien
- 2022: Alice im Wunderland von Thomas Birkmeir nach Lewis Carroll, Thalia Theater (Hamburg)
- 2023: Frühlings Erwachen von Thomas Birkmeir nach Frank Wedekind, Renaissancetheater Wien

## Auszeichnungen
- 2011: Dorothea-Neff-Preis für die beste Regie Harold und Maude am Volkstheater Wien
- 2013: Nestroy-Spezialpreis für 10 Jahre innovatives Kinder- und Jugendtheater
- 2013: Aufführung des Monats des Fachmagazins Die Bühne für Wie man unsterblich wird
- 2015: Aufführung des Monats des Fachmagazins Die Bühne für Sherlock Holmes oder der Vampir von London
- 2016: Großer Kunstpreis der Bank Austria für die künstlerische Leistung des Theaters der Jugend
- 2016: Aufführung des Monats des Fachmagazins Die Bühne für Tschick
- 2019: Aufführung des Monats des Fachmagazins Die Bühne für Schuld und Sühne
- 2022: Deutscher Musical Theater Preis in der Kategorie „Beste Regie“ für seine Inszenierung Anne of Green Gables

## Stücke und Stückbearbeitungen (Auswahl)
- 2001: Anatol, Festspiele Reichenau
- 2005: Viel Lärm um nichts nach Shakespeare, Theater in der Josefstadt, Wien
- 2013: Hochzeit auf italienisch – Filumena Marturano nach Eduardo De Filippo, Theater in der Josefstadt, Wien
- 2007: Arsen und Spitzenhäubchen nach Joseph Kesselring – in Deutschland spielende Fassung, Staatstheater Hannover
- 2010: Sein oder Nichtsein nach Menyhért Lengyel, Staatsschauspiel Dresden
- 2011: Harold und Maude nach Collins, Volkstheater Wien
- 2012: Pünktchen und Anton nach Erich Kästner, Residenztheater München
- 2014: Der Selbstmörder nach Nikolai Erdman, Staatsschauspiel Dresden
- 2015: Pinocchio nach Carlo Collodi, Residenztheater München
- 2017: Wuthering Heights – Sturmhöhe nach Emily Brontë, Renaissancetheater Wien
- 2018: Hamlet nach William Shakespeare, Renaissancetheater Wien
- 2019: Schuld und Sühne nach Fjodor M. Dostojewskij, Theater im Zentrum, Wien
- 2021: Anne of Green Gables nach Lucy Maud Montgomery, Renaissancetheater Wien
- 2022: Alice im Wunderland nach Lewis Carroll, Thalia Theater (Hamburg)
- 2023: Frühlings Erwachen nach Frank Wedekind, Renaissancetheater Wien

## Einzelbelege
1. 1 2 3 4 5 6 7  Wilhelm Kosch (Hrsg.): Deutsches Theaterlexikon. Nachtragsband, Teil 1. A–F. De Gruyter, Berlin [u. a.] 2012, ISBN 978-3-11-028460-7 (abgerufen über De Gruyter Online).
2. ↑  Bühne voller "Tintenblut": Magisches Hannover ntv.de vom 22. Oktober 2006. Abgerufen am 8. Juli 2016.
3. ↑  "Harold und Maude": Jüngling liebt Greisin, süß!; Aufführungskritik in: Die Presse vom 12. Februar 2011. Abgerufen am 8. Juli 2016
4. ↑  Residenztheater: Bezaubernd frisch; Aufführungskritik in: Abendzeitung München vom 25. November 2012. Abgerufen am 8. Juli 2016
5. ↑  Hochzeit auf italienisch - Filumena Marturano Besetzung/Szenenfotos//Pressestimmen. Offizielle Internetpräsenz Theater in der Josefstadt. Abgerufen am 8. Juli 2016
6. ↑  Spezialpreis Thomas Birkmeir Offizielle Internetpräsenz Nestroy-Preis. Abgerufen am 8. Juli 2016
7. ↑  Deutscher Musical Theater Preis. Abgerufen am 1. März 2023 (deutsch).
8. ↑  Direktor Thomas Birkmeir verlässt das Theater der Jugend. In: DerStandard.at. 28. Januar 2025, abgerufen am 29. Januar 2025.
9. ↑  Aslı Kışlal leitet ab der Saison 2026/27 das Theater der Jugend. In: DerStandard.at. 18. Juni 2025, abgerufen am 18. Juni 2025.

| Personendaten    | Personendaten                                          |
| ---------------- | ------------------------------------------------------ |
| NAME             | Birkmeir, Thomas                                       |
| KURZBESCHREIBUNG | deutscher Regisseur, Autor, Schauspieler und Intendant |
| GEBURTSDATUM     | 1964                                                   |
| GEBURTSORT       | München                                                |